# Los Bajos (Trinidad y Tobago)
Los Bajos es una localidad de Trinidad y Tobago, que forma parte de la región de Siparia.

## Geografía
La localidad abarca parte de la isla Trinidad y limita al norte con Jacob Village, al sur y oeste con Palo Seco y al este con Santa Flora.

## Demografía
Datos demográficos de la localidad de Los Bajos:
| Gráfica de evolución demográfica de Los Bajos entre 2000 y 2011 |
|                                                                 |